# 贾公祠 (房山)
39°37′38″N 115°59′11″E / 39.627198°N 115.986291°E
贾公祠，位于北京市房山区石楼镇二站村，是为纪念唐朝诗人贾岛而建的祠堂。

## 历史
贾岛是范阳（今房山区）人，早年出家为僧，居住在房山无相寺。唐宪宗元和五年（810年），32岁的贾岛到长安。后来回家乡，元和七年（812年）再到长安。唐文宗开成二年（837年），任遂州长江县（今蓬溪县）主簿。开成五年（840年），迁普州司仓参军。唐武宗会昌三年（843年），卒于普州，享年64岁。葬于今四川省安岳县郊外的安泉山下。家乡人得知后，在今房山区石楼镇二站村为贾岛建衣冠冢。
明朝永乐十年（1412年），锦衣百户镇国将军李祥在房山城南门外创建贾公祠，但这并非如今贾公祠址。清朝康熙三十七年（1698年），房山县知县罗在公在二站村南的贾岛墓旁边创建贾岛公祠，即如今贾公祠的前身。清朝嘉庆二十二年（1817年）贾公祠大修。1956年，贾公祠废毁，大小碑文遗失。2005年4月，贾公祠重建竣工。
1986年9月8日，贾岛墓被定为房山区文物保护单位。
2012年4月23日，“山水清韵  推敲诗魂”——贾岛纪念馆、图书馆开馆仪式暨房山区第17个“世界读书日”贾岛诗词咏诗会在贾公祠举行。贾岛纪念馆、贾岛文博图书馆在贾公祠开馆。贾岛文博图书馆由北京韩建集团出资建成。2013年11月26日，“房山区图书馆贾公祠文博分馆联网启动暨故宫博物院捐书仪式”在贾公祠举行。故宫博物院院长单霁翔、房山区政协主席唐淑荣出席并讲话。

## 建筑
原有贾公祠、宝顶、碑亭等建筑，1950年代到1960年代被毁。
重建后的贾公祠分为东、西两部分。西部为文化接待区，两重院落，陈列纪念贾岛的书画。东区为贾公祠的主要建筑，前半部由正殿及东西配殿组成，正殿为“骚坛异帜殿”，内有贾岛的塑像，壁画展现贾岛在房山无相寺的生活。东配殿为“瘦诗轩”，内有贾岛、孟郊的塑像，壁画展现诗人吟诗不辞辛苦。西配殿为“月下斋”，内有贾岛、韩愈的塑像，壁画展现“推敲”时的情景。
东区的后半部分是贾岛衣冠冢。青石围绕坟丘，墓碑为新立。新碑两侧是“重修贾公祠碑记”两通，其中一通是清朝康熙年间修建贾公祠所立，一通是清朝嘉庆年间大修时所立。